# Cyabingo
Cyabingo ist einer von 19 Sektoren des Distrikts Gakenke in der Nordprovinz von Ruanda.

## Geographie
Der Sektor hat eine Fläche von 24,2 km² und liegt auf einer Höhe von etwa 1790 m. Er unterteilt sich in die fünf Zellen Muhaza, Muhororo, Muramba, Mutanda und Rukore. Nachbarsektoren sind im Nordosten Remera, nur an einem Punkt im Osten angrenzend Gashaki, im Südosten Kivuruga, im Süden Busengo, im Südwesten Rusasa und im Westen bis Nordwesten Rwaza.

## Bevölkerung
Nach Stand der Volkszählung von 2022 liegt die Einwohnerzahl bei 18.785. Zehn Jahre zuvor waren es 17.544, was einem jährlichen Bevölkerungszuwachs von 0,7 Prozent zwischen 2012 und 2022 entspricht.

## Verkehr
Durch den Südwesten des Sektors verläuft eine Stand 2022 nicht asphaltierte District Road. Asphaltiert ist dagegen die Nationalstraße 2, die entlang der Nordseite von Cyabingo verläuft.

## Gesundheitswesen
Im Sektor befindet sich das Cyabingo Health Center.